# FK TSC
Fudbalski klub TSC (în sârbă Фудбалски клуб ТСЦ, în maghiară Topolyai Sport Club), cunoscut și ca TSC, este un club profesionist de fotbal din Bačka Topola și în prezent al doilea cel mai vechi club din SuperLiga Serbiei.

## Schimbările de nume
- 1913–1930: Topolyai Sport Club
- 1930–1942: JAK Bačka Topola
- 1942–1945: Topolyai SE
- 1945–1951: FK Egység
- 1951–1974: FK Topola
- 1974–2003: FK AIK Bačka Topola
- 2005–2013: FK Bačka Topola
- 2013–prezent: FK TSC

## Istorie
Primul club de fotbal din Bačka Topola a fost fondat în 1912, dar TSC a început să există oficial din 1913, și a fost fondat István Benis, care a fost primul președinte. Pe atunci, clubul a fost numit Topolyai Sport Club. Orașul aparținea pe atunci Imperiului Austro-Ungar, iar primul sponsor al clubului a fost Károly Beer, care a adus și primul fotbal în oraș. Curând a început Primul Război Mondial și, după război, regiunea Bačka va deveni parte a Regatului Sârbilor, Croaților și Slovenilor, redenumit în Iugoslavia în 1929. În 1930, clubul și-a schimbat numele în Jugoslovenski Atletski Klub. La începutul anilor 1930, a fost construit stadionul pe care clubul joacă și în zilele noastre. În cel de-Al Doilea Război Mondial, clubul concurează în Liga A Doua Maghiară, terminând pe locul doi în 1942.

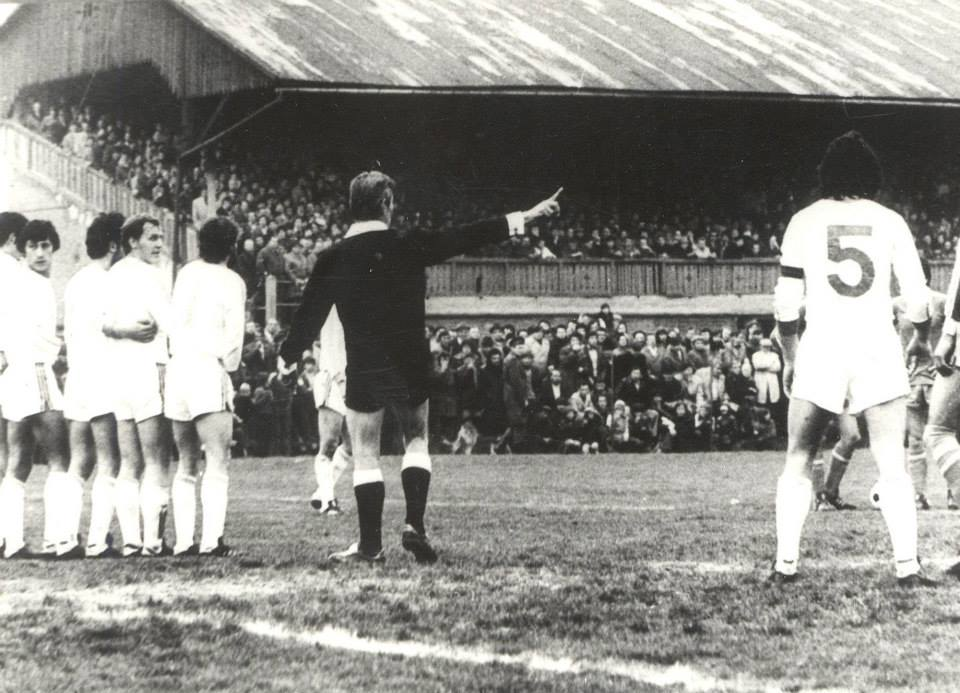
Zi de derby la Subotica împotriva lui Spartak în Liga a III-a din Iugoslavia în 1978.

După război, regiunea s-a întors în Iugoslavia, iar clubul a fost redenumit Egység, și a obținut printre cele mai puternice întăriri, pe internaționalul maghiar Jenő Kalmár. În 1951, clubul își schimbă din nou numele în Topola. Clubul a jucat în liga regională Subotica și a obținut ulterior promovarea în Liga Sârbă (eșalonul 3 din Iugoslavia).

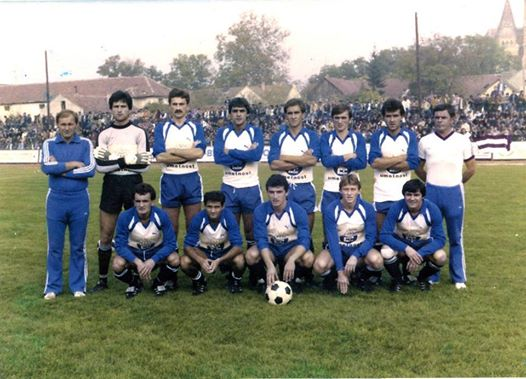
AIK Bačka Topola în 1986.

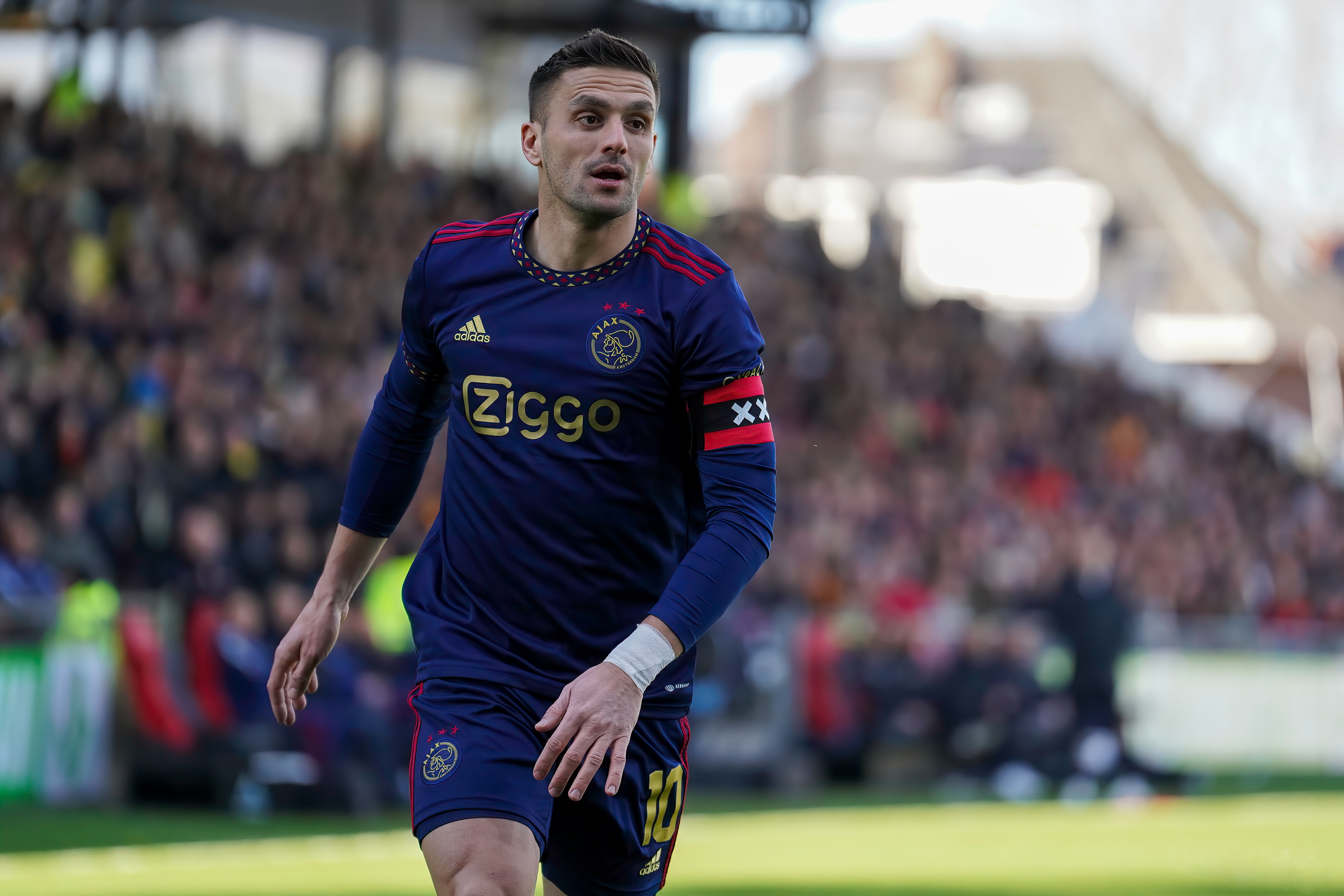
Dušan Tadić, aici ca jucător al lui Ajax, a crescut perfecționându-și abilitățile în rândurile de tineret ale clubului TSC din orașul său natal.

În 1974, clubul și-a schimbat numele în FK AIK Bačka Topola. În 1980, AIK a promovat în Liga a II-a Iugoslavă, iar în următorii 6 ani a concurat 5 sezoane în a doua cea mai înaltă divizie. În competiția de Cupa Iugoslaviei din sezonul 1992–93, au intrat în optimile de finală după o victorie împotriva clubului din Prima Ligă Napredak Kruševac cu 2–1.
În 2003, clubul aflat în dificultăți financiare încetează să concureze și menține doar nivelurile de la tineret. În 2005, clubul a fuzionat cu FK Bajša și începe să concureze din nou sub un alt nume, FK Bačka Topola. Clubul a fost campioana Ligii Voivodinei de Nord în sezonul 2006-2007. Clubul a dedicat mult efort în echipele de tineret obținând titluri pe mai multe niveluri. Clubul a terminat sezonul 2010-2011 pe locul doi și a câștigat meciul pentru retrogradare pentru Liga a III-a. În 2013, numele oficial a fost schimbat în FK TSC Bačka Topola. Pe 15 octombrie 2013, ziua aniversării clubului, TSC a jucat împotriva FK Partizan (1–4). Clubul a încheiat sezonul 2013-2014 pe locul doi și a pierdut jocul de baraj pentru promovare pentru Liga a III-a după loviturile de departajare (2–2, 2–2) împotriva FK Cement Beočin. În 2014–2015, TSC a câștigat Liga Bačka și a revenit în Liga Sârbă din Voivodina, eșalonul trei național.
Clubul a terminat Liga Sârbă din Voivodina 2016-2017 pe locul trei, dar a fost promovat în Prima Ligă Sârbă. Din al doilea eșalon, a promovat pentru prima dată în SuperLiga Sârbă pentru sezonul 2019-20. Acolo, în primul lor meci de top în deplasare cu FK Voždovac din Belgrad, jucând pe stadionul modern al centrului comercial, TSC a câștigat cu 2–1, marcând un debut minunat și cel mai strălucitor moment din istoria clubului. Sub managerul Zoltan Sabo, clubul a terminat pe locul 4 în primul sezon în SuperLigă și s-a calificat în primul tur de calificare din Europa League. De-a lungul sezonului de debut al clubului, atacanții Nenad Lukić și Vladimir Silađi au fost impresionanți, terminând sezonul în calitate de tripli marcatori. Alți jucători impresionanți din sezon pentru TSC au fost Janko Tumbasević, Goran Antonić, Saša Tomanović, Srđan Grabež și Đuro Zec.
În sezonul 2022-2023, clubul a terminat pe locul al doilea în ligă și s-a calificat în turul trei de calificare al Ligii Campionilor pentru prima dată în istoria sa. TSC a pierdut cu scorul general de 7-1 în fața lui S.C. Braga, dar și-a asigurat totuși un loc în faza grupelor Europa League.

## Culorile clubului și stema
Culorile originale ale clubului au fost verde și alb, dar ulterior verdele a fost înlocuit cu albastru. Leul de pe creasta este stema lui Bačka Topola, care provine din stema lui Pál Kray, care a fost un nobil în oraș în secolul al XVIII-lea.

## Stadion
Terenul de acasă al TSC a fost Stadionul City, care a avut 4,000 de locuri. Construcția stadionului a fost terminată în anii 1930. În 2017, TSC și-a anunțat intențiile de a construi un nou stadion cu 4.500 de locuri. Din sezonul 2018–19 până în sezonul 2021–22, din cauza construcției noului stadion, meciurile de acasă ale clubului s-au disputat pe Stadionul City din Zenta. Pe 3 septembrie 2021, TSC Arena  a fost deschisă de meciul cu Ferencváros.
Grupul oficial de suporteri al clubului este Blue Betyárs.

## Palmares
- SuperLiga Serbiei
  - Vicecampioană (1): 2022–23

- Prima Ligă Sârbă
  - Campioană (1): 2018–19

- Liga Sârbă Vojvodina
  - Vicecampioană: 1): 2015–16

- A Treia Ligă Iugoslavă (Vojvodina)
  - Câștigătoare (2): 1979-80, 1984-85
  - Vicecampioană (3): 1977-78, 1986-87, 1987-88

## Jucători

### Actuala echipă
La 24 iulie 2023.
| Nr. |                   | Poziție | Jucător            |
| --- | ----------------- | ------- | ------------------ |
| 1   | Serbia            | P       | Nikola Simić       |
| 4   | Croația           | F       | Josip Ćalušić      |
| 7   | Serbia            | M       | Milan Radin        |
| 8   | Serbia            | A       | Saša Jovanović     |
| 9   | Serbia            | A       | Uroš Milovanović   |
| 10  | Macedonia de Nord | A       | Martin Mirchevski  |
| 11  | Serbia            | M       | Ivan Milosavljević |
| 12  | Serbia            | P       | Veljko Ilić        |
| 14  | Serbia            | M       | Petar Stanić       |
| 16  | Serbia            | M       | Momčilo Svilar     |
| 17  | Serbia            | F       | Goran Antonić      |
| 18  | Serbia            | F       | Nemanja Stojić     |
| 20  | Serbia            | A       | Aleksa Preradov    |
| 21  | Serbia            | M       | Nikola Kuveljić    |

| Nr. |            | Poziție | Jucător                                                          |
| --- | ---------- | ------- | ---------------------------------------------------------------- |
| 23  | Serbia     | P       | Nemanja Jorgić                                                   |
| 27  | Serbia     | A       | Miloš Pantović                                                   |
| 29  | Serbia     | F       | Miloš Cvetković                                                  |
| 30  | Serbia     | F       | Nemanja Petrović                                                 |
| 32  | Serbia     | M       | Aleksandar Ćirković (sub formă de împrumut de la Krylya Sovetov) |
| 35  | Serbia     | M       | Ifet Đakovac                                                     |
| 37  | Serbia     | M       | Miloš Vulić                                                      |
| 40  | Serbia     | F       | Dušan Cvetinović                                                 |
| 44  | Serbia     | F       | Vukašin Krstić                                                   |
| 77  | Serbia     | F       | Jovan Vlalukin                                                   |
| 88  | Ungaria    | M       | Bence Sós                                                        |
| 97  | Muntenegru | A       | Marko Rakonjac (sub formă de împrumut de la Lokomotiv Moscova)   |
| 99  | Serbia     | A       | Ognjen Teofilović                                                |

### Împrumutați
| Nr. |  | Poziție | Jucător |
| --- |  | ------- | ------- |

## Performanțe europene
| Sezon     | Competiție            | Rundă                        | Club              | Acasă | Deplasare | Scor general   |
| --------- | --------------------- | ---------------------------- | ----------------- | ----- | --------- | -------------- |
| 2020–2021 | UEFA Europa League    | Primul tur de calificare     | Petrocub Hîncești | N/A   | 2–0       | 2–0            |
| 2020–2021 | UEFA Europa League    | Al doilea tur de calificare  | FCSB              | 6–6   | N/A       | 6–6 4–5 d.l.d. |
| 2023–2024 | UEFA Champions League | Al treilea tur de calificare | Braga             | 1–4   | 0–3       | 1–7            |
| 2023–2024 | UEFA Europa League    | Faza grupelor                | West Ham United   |       |           |                |
| 2023–2024 | UEFA Europa League    | Faza grupelor                | Olympiacos        |       |           |                |
| 2023–2024 | UEFA Europa League    | Faza grupelor                | SC Freiburg       |       |           |                |

## Oficialii clubului
| Actualul staff tehnic   |                   |
| Poziție                 | Nume              |
| Antrenor                | Žarko Lazetić     |
| Antrenor secund         | Dražen Bolić      |
| Antrenor pentru portari | Szilárd Faragó    |
| Analist                 | Krsto Jokić       |
| Antrenor de fitness     | Veselin Sekulović |
| Director sportiv        | Mirko Jovanović   |
| Kinetoterapeut          | Dragan Golubović  |
| Secretar general        | Radomir Šaban     |
| Sursă:                  |                   |

## Jucători notabili
| Următorii jucători au jucat la echipele naționale: - Slobodan Batričević - Nikica Klinčarski - Zlatko Krmpotić - Andrija Kaluđerović - Nenad Lukić - Dušan Tadić - Nikola Žigić - Savo Pavićević - Janko Tumbasević - Martin Mirchevski - Jenő Kalmár - Norbert Könyves | Alți fotbaliști profesioniști: - Dragoljub Bekvalac - Ištvan Dudaš - Viktor Orsag - Čedomir Pavičević - Mitar Peković - Petar Ratkov - Vladimir Silađi - Zvezdan Terzić - Nenad Todorović - Tamás Takács |